# Asilus pubescens
Asilus pubescens är en tvåvingeart som beskrevs av Gmelin 1790. Asilus pubescens ingår i släktet Asilus och familjen rovflugor. Inga underarter finns listade i Catalogue of Life.